# Mechelen-Zwischenfall

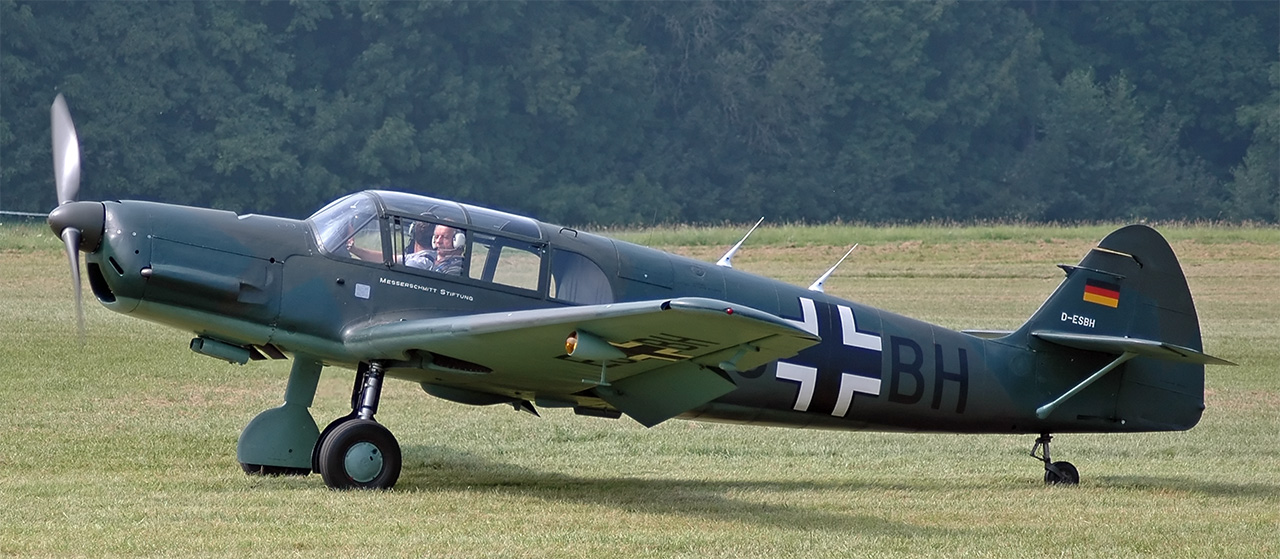
Bf 108 B Taifun der Messerschmitt-Stiftung

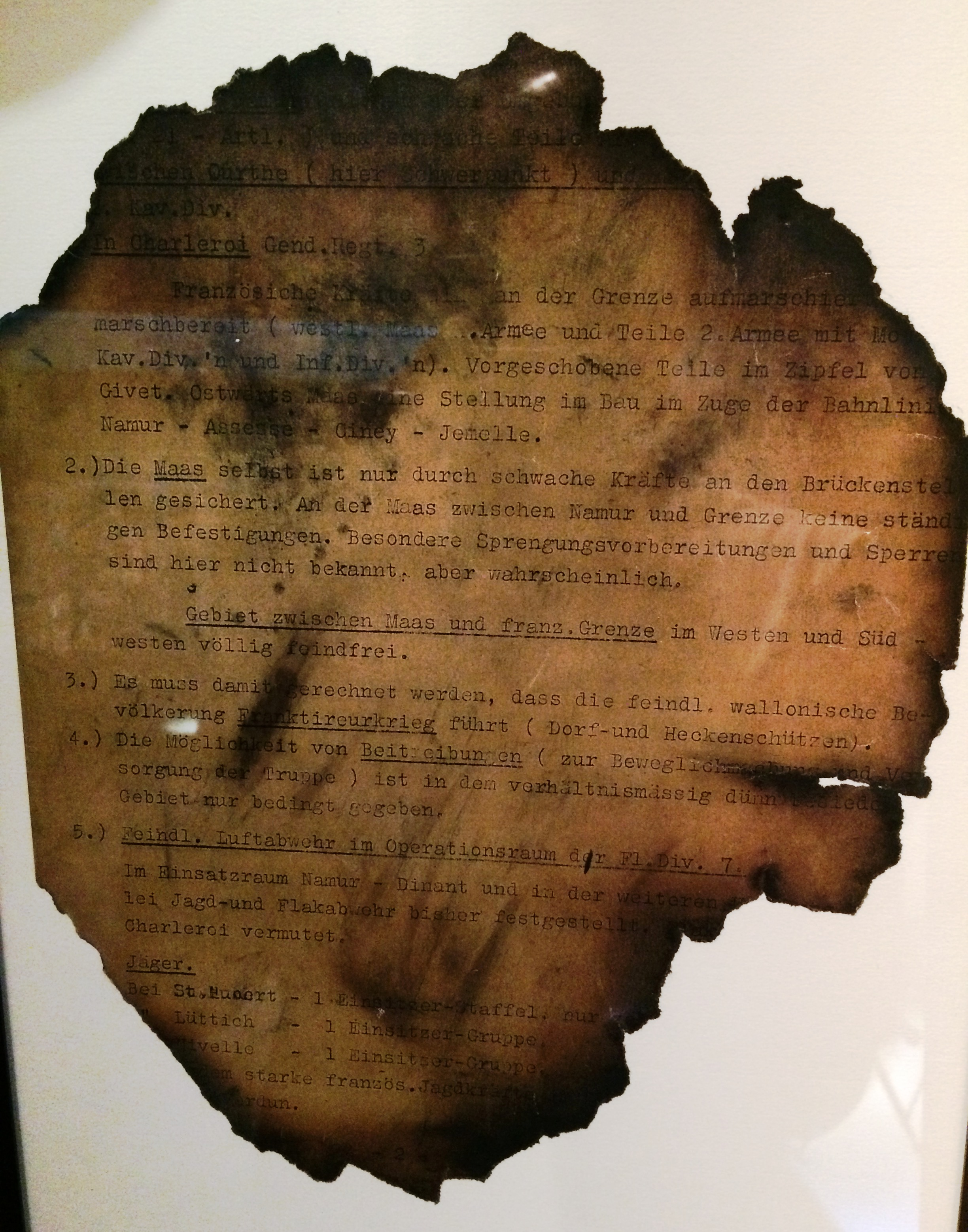
Angebrannte Unterlagen im Musée Royal de l’Armée in Brüssel

Der Mechelen-Zwischenfall bezeichnet die Notlandung eines deutschen Flugzeugs nordöstlich der belgischen Stadt Maasmechelen (Stadtteil Vucht) am 10. Januar 1940. Dadurch wurden Teile der deutschen Angriffsplanungen für den Westfeldzug zunächst dem belgischen Generalstab und später weiteren Kreisen im Westen bekannt.

## Vorfall
Am 10. Januar 1940 hatte Adolf Hitler ein neues Datum für die Offensive („Fall Gelb“) festgelegt: Sie sollte am 17. Januar 15 Minuten vor Sonnenaufgang beginnen.
Major Helmut Reinberger, ein Luftwaffenoffizier, der für den Nachschub bei der 7. Flieger-Division zuständig war, sollte die Offensive betreffende Befehle von Münster zu seinem Stab nach Köln bringen. Der Winter 1939/40 war sehr kalt und die Straßenverhältnisse waren winterlich.
Um nicht den Nachtzug nehmen zu müssen, nahm er befehlswidrig – der Oberbefehlshaber der Luftwaffe Hermann Göring hatte den Transport von geheimen Befehlen per Flugzeug verboten – das Angebot des Fliegerhorst-Kommandanten Major Erich Hoenmanns an, ihn mit einer Messerschmitt Bf 108 vom Fliegerhorst Münster-Loddenheide nach Köln zu fliegen. Bei schlechter Sicht überflog Hoenmanns versehentlich den Rhein, der sonst zur Orientierung nach Köln diente, und flog so lange westwärts, bis er die Maas erreichte. Dann setzte der Motor aus und zwang zu einer Notlandung im neutralen Belgien. Nach der Landung offenbarte Reinberger dem ahnungslosen Hoenmanns die Brisanz der Papiere. Beide versuchten die Papiere zu verbrennen. Der belgische Korporal Gerard Rubens, der mit dem Fahrrad zur Landestelle geeilt war, verhinderte dies. Die beiden Deutschen wurden zu Verhören nach Maasmechelen gebracht. Hier versuchte Reinberger die Papiere in einen brennenden Kohleofen zu stecken; Kommandant Rodrique holte sie wieder heraus. Diese beiden Vorfälle waren Indizien dafür, dass die Papiere höchst brisant waren. Von der deutschen Botschaft in Brüssel aus unterrichtete Reinberger den Luftwaffenstab mit dem Verweis, er habe die Unterlagen „zu unbrauchbaren Schnitzeln von Handtellergröße“ zerrissen.

## Folgen
Hitler machte Göring schwere Vorwürfe, Göring war beunruhigt und ließ Versuche mit einer ähnlich großen Menge Papier anstellen, ob die Darstellung Reinbergers glaubwürdig war. Die Resultate waren so unsicher, dass er – auf den Vorschlag seiner Frau hin – mehrere Hellseher zu Rate zog, die meinten, von den Dokumenten sei nichts übriggeblieben. Hitler ließ sich davon nicht überzeugen und vermutete, der Plan sei „dem Feind“ in die Hände gefallen. Anfänglich, in einem Wutanfall, dachte er darüber nach, den Angriff auf den 14. Januar 1940 vorzuverlegen, um möglichen Gegenmaßnahmen zuvorzukommen; dann verschob er den Einmarschbefehl ein weiteres Mal. Hitler verschob diesen insgesamt 29-mal.
Die Belgier, die den Überbleibseln der Dokumente entnehmen konnten, dass eine Offensive unter Missachtung der belgischen und niederländischen Neutralität geplant war, gaben ihre Ergebnisse an Briten, Franzosen und Niederländer weiter, wo sie zunächst auf Misstrauen stießen.
In der Folge änderte sich die belgische Politik gegenüber Deutschland, das seinerseits die Angriffsstrategie überdachte.
Hitler verschob den Angriff im Westen, während seine Generäle die Auswirkungen des Zwischenfalls erwogen. Den französischen Generalstabschef Maurice Gamelin bestärkten die Unterlagen in seiner Erwartung, dass der deutsche Angriff mit dem Schwerpunkt auf deren rechtem Flügel durch die Niederlande und Belgien erfolgen würde. Er konzentrierte daher seine Truppen schwerpunktmäßig weiterhin an seinem linken Flügel, um bei einem deutschen Angriff auf die neutralen Beneluxländer schnell mit einem Vorrücken auf die Linie Dyle-Breda reagieren zu können. Hitler befahl aber seinem Generalstabschef Franz Halder auf Anregung von Erich von Manstein, den Aufmarschplan zu ändern und den Angriffsschwerpunkt nach dem Sichelschnittplan mit starken Panzerkräften durch die für unwegsam gehaltenen Ardennen vorzubereiten (Aufmarschanweisung Nr. 3 für den Fall Gelb).

## Denkmal
Am Ort des Geschehens wurde in den 1950er Jahren ein Denkmal (eine kleine Mauer mit Gedenkplatte) eingeweiht. Am 6. Dezember 2005 wurde die alte Gedenkmauer abgerissen, am 13. Dezember 2005 nahebei dafür eine Säule eingeweiht.

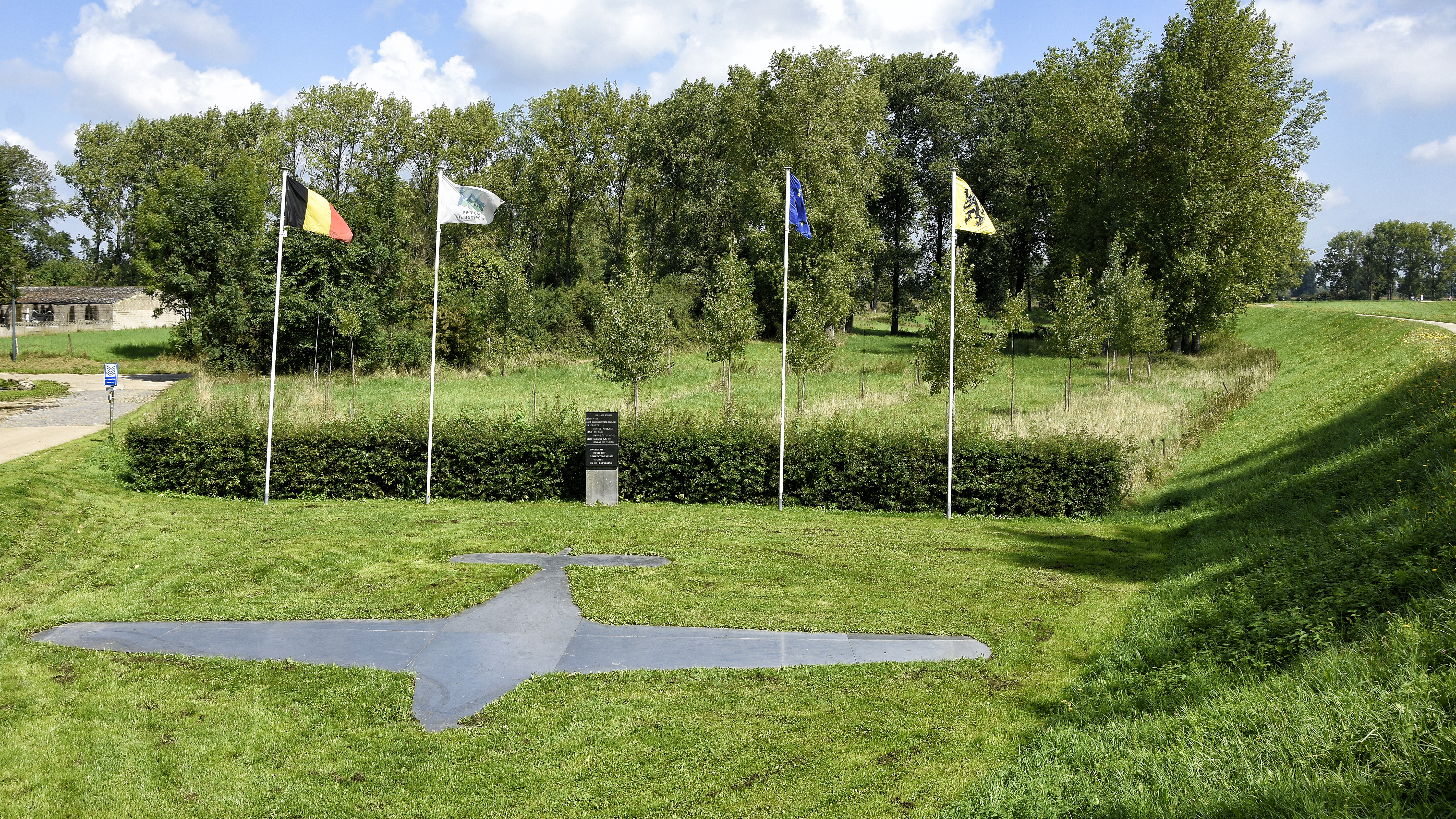
Gedenkstätte im August 2017
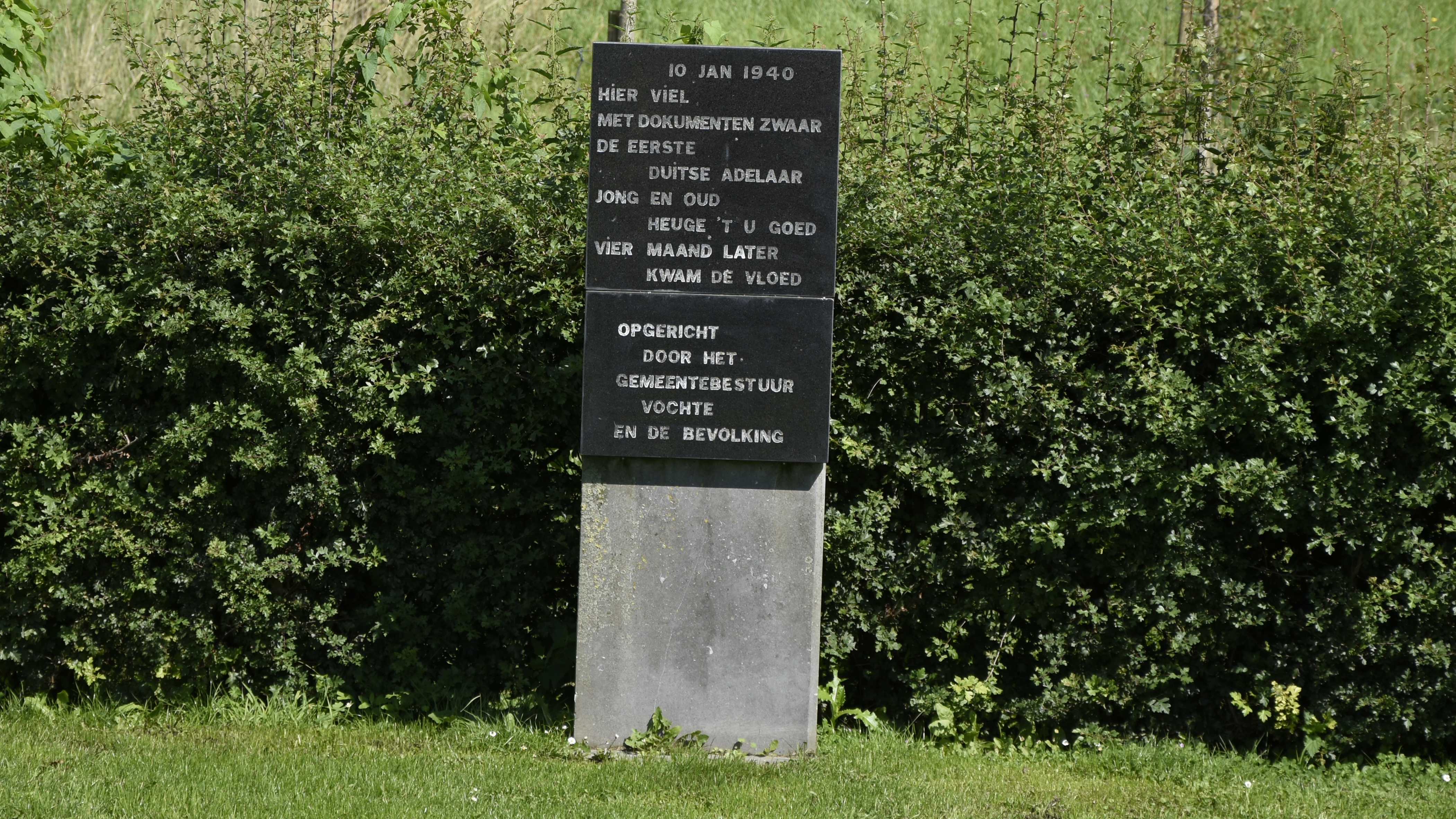
Text der Gedenktafel